# Ngựa National Show
Ngựa National Show (National Show Horse - NSH) là một giống ngựa có nguồn gốc là con lai ngựa Ả Rập. Cụ thể, giống ngựa này là kết quả của phép lai ngựa yên và ngựa Ả Rập. Hiện tại giống ngựa được thành lập với vị thế là một giống riêng biệt, kể từ khi thành lập cơ quan đăng ký giống vào tháng 8 năm 1981. Các cá thể ngựa đăng ký vào thời điểm hiệm tại có thể là con đẻ của bố mẹ NSH đã đăng ký hoặc có thể là sự kết hợp giữa Ngựa Mỹ, Ngựa Ả Rập và Ngựa National Show. Ngựa cái và ngựa đực bắt buộc phải được đăng ký với cơ quan đăng ký thích hợp của giống ngựa của chúng, và những con ngựa là ngựa Ả Rập hoặc ngựa yên phải được đề cử và phê duyệt bởi ban giám đốc NSHR. Mặc dù có thể sử dụng bất kỳ sự kết hợp nào của ba giống ngựa này, nhưng kể từ ngày 1 tháng 12 năm 2009, phải có ít nhất 50% dòng máu ngựa Ả Rập trên cá thể ngựa được đăng ký, con số dòng máu Ả Rập tối đa lên đến 99% (trước đây là 25% máu Ả Rập tối thiểu để đăng ký).

## Công dụng
Ngựa National Show thường được sử dụng để cưỡi. Chúng là những con ngựa có khả năng bước cao và có thể được huấn luyện để di chuyển bước cao, vượt qua các chướng ngại vật có độ cao rất cao. Ngựa National Show là một giống ngựa linh hoạt, chúng cũng có thể được sử dụng để thể hiện khả năng nhảy, thi đua sức bền, cưỡi ngựa biểu diễn hoặc cưỡi ngựa kiểu miền Tây.